# 克孜勒瑟爾 (維柳伊斯克區)
克孜勒瑟尔（羅馬化：Kysyl-Syr）是俄罗斯萨哈共和国的市级镇，属维柳伊斯克区，位于维柳伊河畔，在区行政中心维柳伊斯克东偏北方向、共和国首府雅库茨克西北方向。
该地2021年人口有2,663人；2010年人口3,106；2002年人口3,609；1989年人口7,248。